# Ambush (musikgrupp)
Ambush är ett svenskt heavy metal-band, grundat i Växjö år 2010. Deras debutalbum Firestorm släpptes 2014. Bandets debutspelning var på Bandstationen i Ryd i Småland.

## Historia
Ambush la upp en musikvideo till låten "Don't Shoot (Let Them Burn)" på YouTube under hösten 2013. Senare släppte bandet en demo på kassett och även digitalt och i början på 2014 skrev de kontrakt med High Roller Records som släppte deras debutsingel år 2014 Natural Born Killers på vinyl och samma år släpptes debutskivan Firestorm och även en musikvideo till singeln Natural Born Killers. 
Det andra albumet Desecrator släpptes den 30 oktober 2015.

## Bandmedlemmar
Nuvarande medlemmar
- Oskar Jacobsson – sång (2013– )
- Adam Hagelin – gitarr (2013– 2020)
- Olof Engqvist – gitarr (2013– )
- Ludwig Sjöholm – basgitarr (2013–2020 )
- Linus Fritzson – trummor (2013– )
- Karl Dotzek gitarr (2020- )

Turnerande medlemmar
- Burning Fire – basgitarr (2019– )
- Alexander Lyrbo – gitarr (2019– )

## Diskografi
Demo
- 2013 – Demokassett

Studioalbum
- 2014 – Firestorm
- 2015 – Desecrator [1]

Singlar
- 2014 – "Natural Born Killers"